# 新布爾多
新布爾多，是科索沃普里什蒂納區新布尔多市镇内的村庄。2011年人口普查时该村的人口数量为183人，而整个同名市镇的人口数量则为6,729人。

## 外部連結
- 新布尔多市镇官方网站 （页面存档备份，存于）
- OSCE municipal profile of Novo BrdoPDF, April 2008.
- Castle in Novo Brdo （页面存档备份，存于）